# Megalomania

Una vignetta che illustra tale fenomeno. Le persone megalomani hanno una falsa immagine mentale di sé stesse come aventi uno status insolitamente elevato.

La megalomania (dal greco μεγαλομανία, ovvero mania di grandezza) è un tipo delirante di autocoscienza e comportamento di un individuo, espresso in una sopravvalutazione estrema della propria importanza e delle proprie capacità, con fantasie di grandezza, onnipotenza e superiorità.
La parola "megalomania" deriva da due parole greche: "megas" (grande) e "mania" (ossessione). Può essere intesa come un disturbo delirante in cui una persona ha una percezione di sé altamente irrealistica e si vede come appositamente scelta o destinata a grandi imprese. Tale immagine mentale di sé stessi causa fantasie che sfociano in un eccessivo autocompiacimento e un desiderio smodato di potere. La megalomania può essere un segno di psicosi o di un disturbo della personalità.

## Sintomi e cause
I megalomani hanno un'ossessione per il potere, la ricchezza, la fama e la passione per i grandi progetti. Chi è megalomane si considera più importante o più potente di chi lo circonda o si attribuisce talenti speciali. A volte la megalomania è espressione di un'autostima esagerata, ma la causa può essere che una persona si consideri effettivamente inferiore, insignificante o poco importante. In questo caso la megalomania è un meccanismo di difesa della psiche. Il megalomane allora sublima il suo complesso di inferiorità nel suo opposto. Altre volte può riferirsi a condizioni mentali più severe o disturbi mentali come i disturbi maniacali, il disturbo paranoide di personalità o il disturbo narcisistico della personalità.